# Voyage (zespół muzyczny)
Voyage – grupa muzyczna, stworzona przez członków zespołu The Circle. Powstała w 1994 roku, lecz bez obecności Roberta Westerholta, który wolał zająć się swoim nowym projektem – Within Temptation. Wykonywali folk metal z mocnym damskim wokalem. Istnieli ok. 3 lata do czasu odejścia z grupy Michiela Papenhove’a, Jeroena Van Veena oraz Martijna Spierenburga.

## Skład
- Martijn Spierenburg – instrumenty klawiszowe, perkusja
- Jeroen van Veen – gitara basowa
- Michiel Papenhove – gitara
- Carmen v/d Ploeg – śpiew
- Patrick Harreman – śpiew, gitara
- Sharon den Adel – śpiew

## Dyskografia
- 1996 – Embrace